# Pontiac Firefly
Pontiac Firefly var en bilmodel fra Pontiac, som kun blev markedsført i Canada og Mellemøsten. Modellen var en omdøbt version af Suzuki Swift.
Firefly blev introduceret i Canada i slutningen af 1984 som efterfølger for Pontiac Acadian og var i programmet frem til 1994; mellem 1994 og 2000 fandtes der en efterfølger med samme navn. Søstermodeller til Firefly var Chevrolet Sprint, Geo Metro og Chevrolet Metro. Omfattende facelifts fandt sted i 1989 og 1995.
I starten blev Firefly udelukkende fremstillet hos Suzuki i Japan. I 1990 begyndte produktionen på en fabrik i Canada tilhørende CAMI, et joint venture mellem General Motors og Suzuki. Frem til 1994 omfattede programmet kun én motor, en 1,0-liters trecylinder som mellem 1987 og 1991 også fandtes i en turboversion. I 1995 tilkom en 1,3-liters firecylinder.
Mellem 1991 og 1994 fandtes der ud over hatchbackudgaven også en cabriolet og en firedørs sedan; hvor hatchbackudgaven blev produceret hos CAMI, var cabrioleten og sedanen fremstillet i Japan.
I år 2000 blev Firefly taget af modelprogrammet. Først i 2005 kom der med den kun i Canada markedsførte Pontiac Wave en efterfølger.